# Clase Blas de Lezo
Los cruceros de la Clase Blas de Lezo fueron autorizados por la ley Miranda de 17 de febrero de 1915 (D.O. núm. 39, del 18 de febrero), pero eran ya anticuados para la época de su botadura, en 1924. Se trataba de dos cruceros ligeros, al estilo de los que lucharon en la Primera Guerra Mundial.

## Construcción
Los barcos se ordenaron en 1915, pero la construcción avanzó lentamente debido a la escasez de materiales durante la Primera Guerra Mundial. Los barcos fueron construidos por la Sociedad Española de Construcción Naval en Ferrol y mostraron una considerable influencia británica en el diseño, asemejándose a los cruceros británicos de clase C (C-class cruiser) contemporáneos.
El Méndez Núñez fue reconstruido en un crucero antiaéreo en 1944. Fue rearmado con 8 cañones antiaéreos Vickers de 120 mm en montajes individuales, 4×2 cañones antiaéreos de 37 mm y 2×4 de 20 mm de origen alemán. La superestructura fue completamente reconstruida y equipada con modernos equipos de control de incendios. Se conservaron dos bancos triples de tubos de torpedos.

## Historial

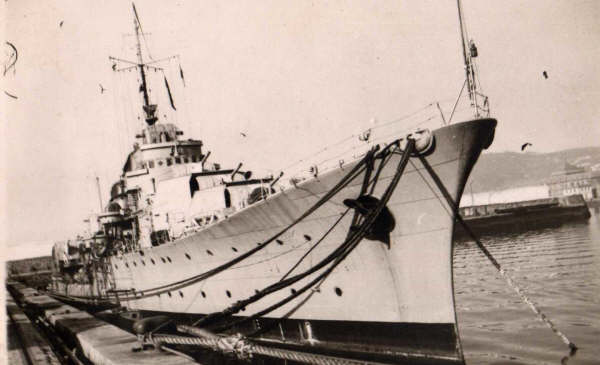
Crucero Méndez Núñez tras su reforma, en 1949.

El Blas de Lezo, cabeza de la serie, se perdió en 1932 al tocar un bajío frente a Finisterre.
El Méndez Núñez participó en la Guerra civil en el bando republicano, tomando parte en la Batalla del cabo de Palos.
En marzo de 1939 y ante la inminente finalización de la guerra, la mayoría de los buques republicanos se refugiaron en Bizerta (Argelia). El buque fue devuelto a España por las autoridades francesas una vez reconocido el régimen de Franco por París al finalizar el conflicto.
Tras concluir la guerra, fue modernizado como crucero antiaéreo, pasando entonces a denominarse la Clase Méndez Núñez, al haberse perdido el cabeza de serie y haberse reformado profundamente el restante, siendo el único buque de tipo antiaéreo con el que contó la Armada Española.
Estos buques estuvieron siempre desfasados, tanto en su concepción original, como en el Méndez Núñez pese a su modernización antiaérea, debido a la absoluta carencia de sistemas eficaces de control de tiro antiaéreos en un país totalmente aislado internacionalmente.

## Buques de la clase Blas de Lezo
| Nombre       | Comisionado | Modernizado | Decomisado | Causa                                     | Imagen |
| ------------ | ----------- | ----------- | ---------- | ----------------------------------------- | ------ |
| Blas de Lezo | 1922        | no          | 1932       | hundido tras tocar un bajío por accidente |        |
| Méndez Núñez | 1924        | 1947        | 1963       | Retirado / desguazado                     |        |